# Iotapa
Iotapa byla princezna ze Střední Atropatené, jednoho z nástupnických států po říši Alexandra Velikého. Žila v 1. století př. n. l. Jejím otcem byl král Artavasdes I., byla tedy arménsko-řeckého původu. Na základě toho se jevila jako vhodná nevěsta pro svého vzdáleného bratrance, ptolemaiovského prince Alexandra Hélia, syna egyptské královny Kleopatry a římského triumvira Marka Antonia. K zasnoubení došlo v roce 33 př. n. l., ovšem po smrti Kleopatry byla v roce 30 př. n. l. poslána Oktavianem zpět do otcovského domu. Nakonec se vdala za kommagénéského krále Mithridata III.